# Rosennopping
Rosennopping (Entoloma roseum) är en svampart som först beskrevs av Longyear, och fick sitt nu gällande namn av Lexemuel Ray Hesler 1967. Rosennopping ingår i släktet Entoloma och familjen Entolomataceae.  Arten är reproducerande i Sverige. Inga underarter finns listade i Catalogue of Life.

## Källor

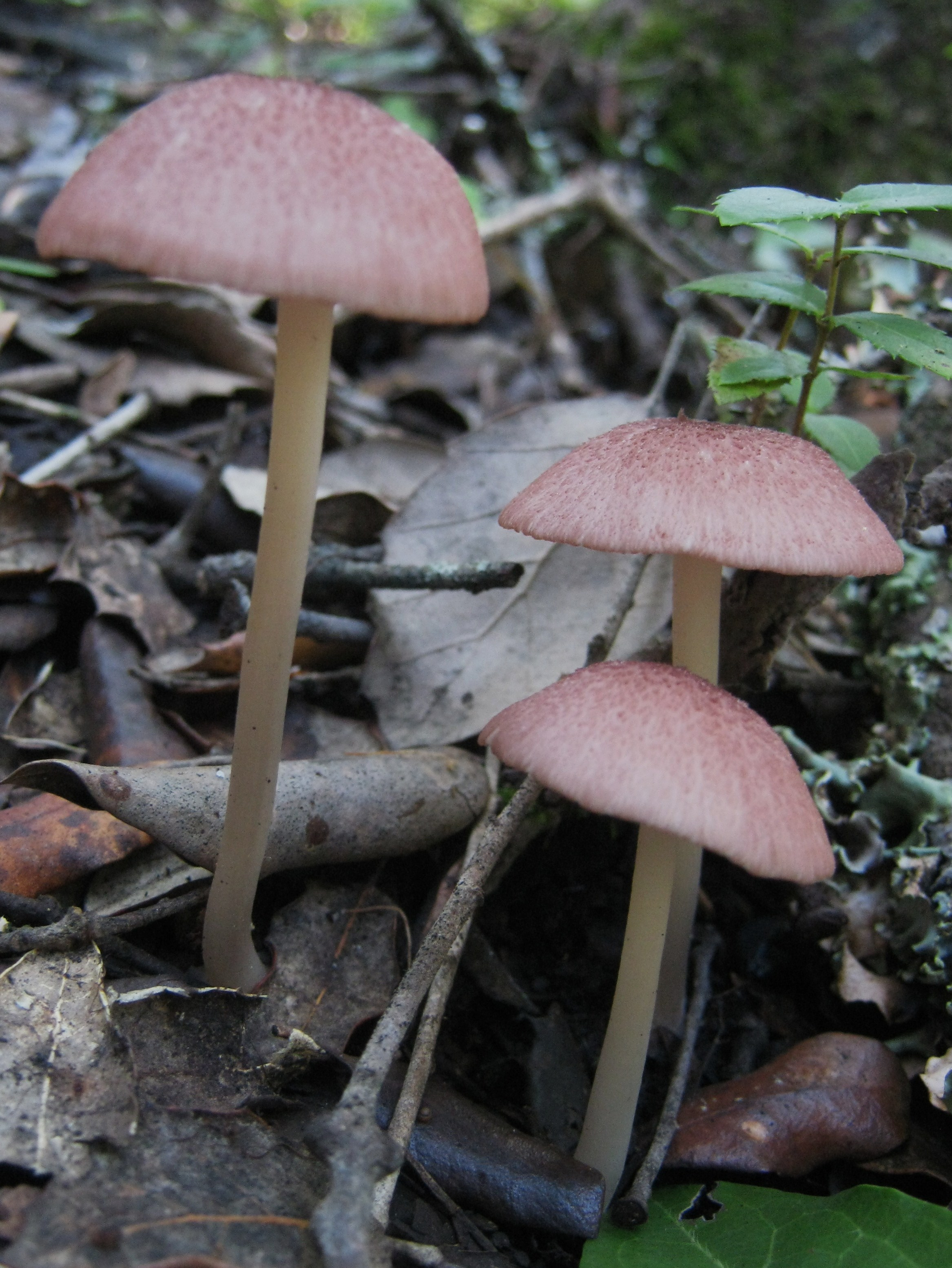
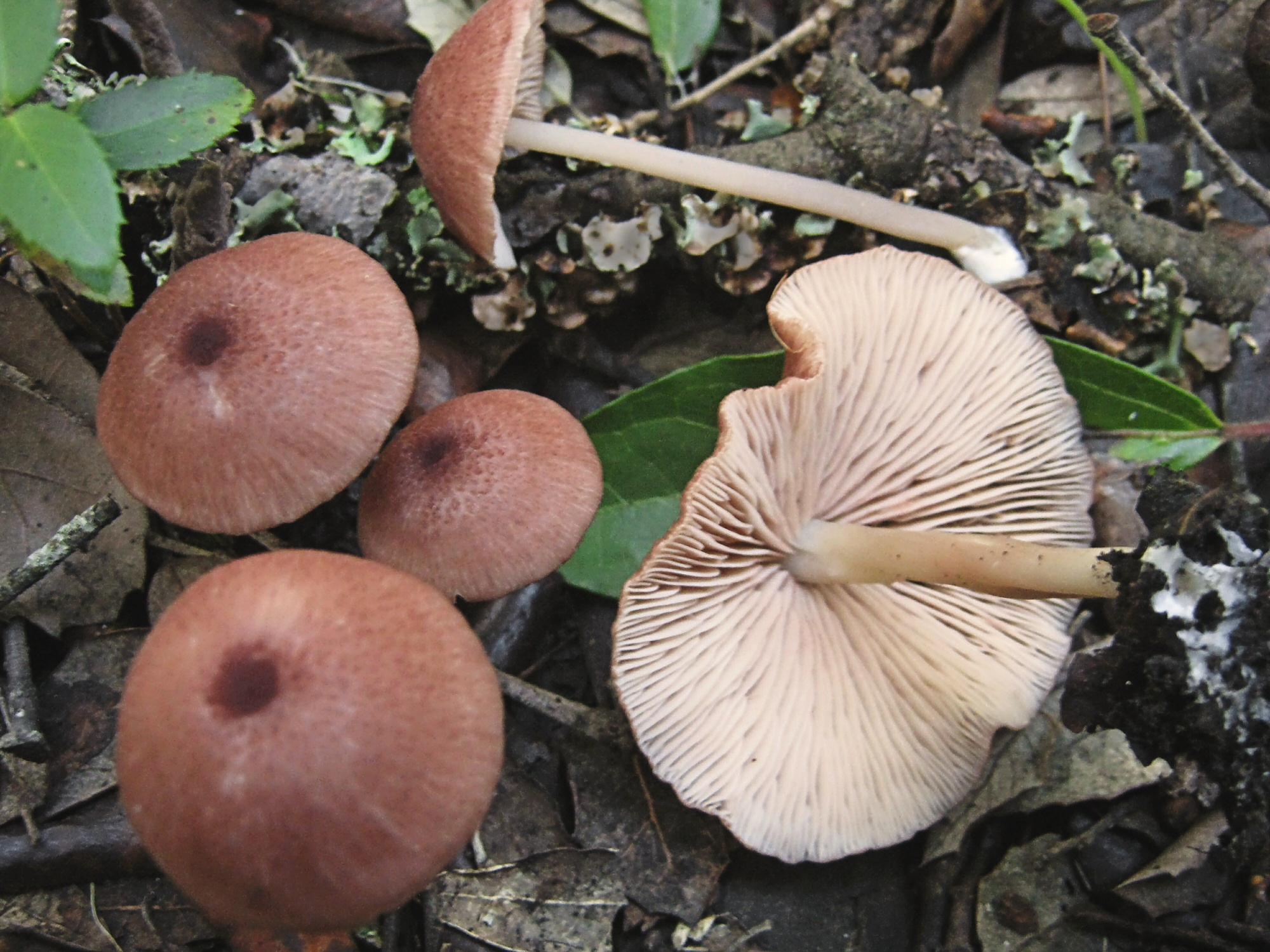
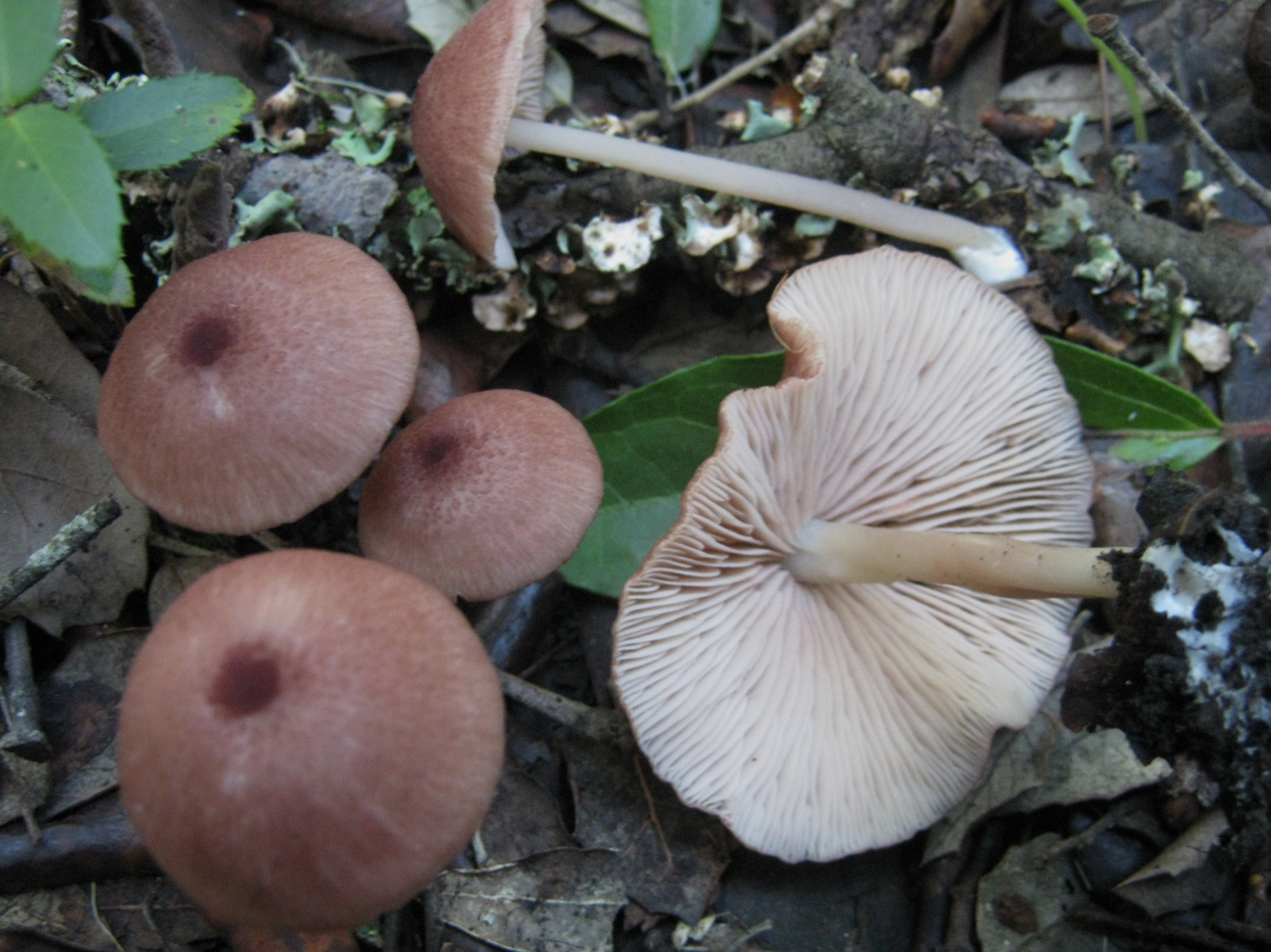
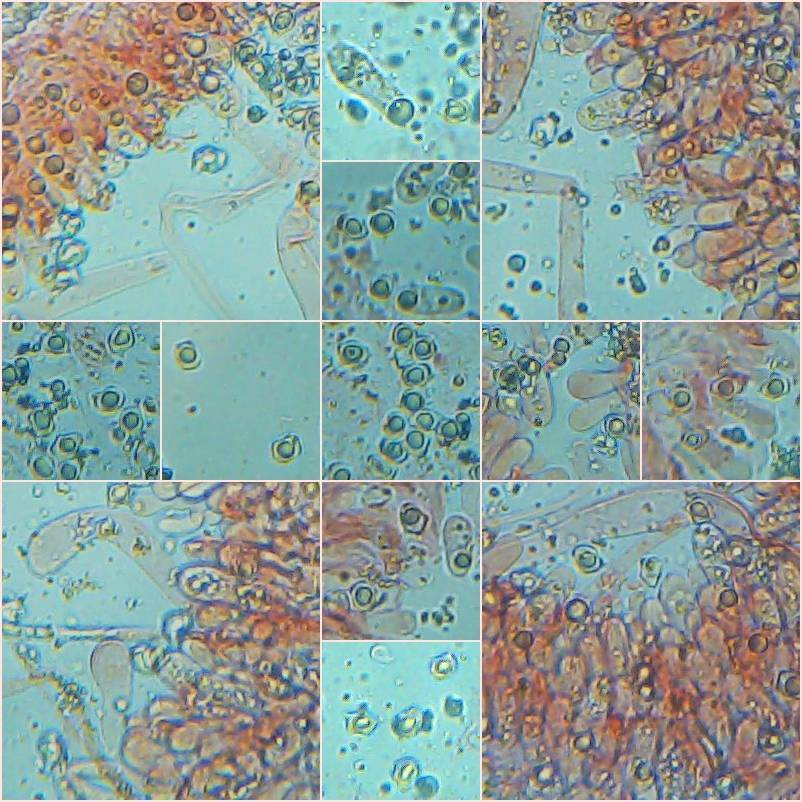